# ジャズダンス
ジャズダンスとは、バレエの要素を取り入れたダンスのジャンル。単にジャズと略す場合もある。

## 概要
20世紀初頭にアメリカで誕生した。
'jazz dance'という呼称は音楽のジャズとの関係はほとんどない。1940年代以降にハリウッド映画やブロードウェイのショーでBob Fosseやジェローム・ロビンズの振付をその言葉で表していたのである。1990年代なると、大学での体育関連学科で、学生たちのダンスを指してそう呼び始めた。これには主にポップス音楽が使われていた。ジャズ音楽ではなかった。
バックダンサーやミュージカルで多く見られ、武富士のCMで有名になった武富士ダンサーズや映画「フラッシュダンス」などが有名である。
最近はストリートダンスでも見られるようになった。